# Marinovskiy Rayon
Marinovskiy Rayon är en region i Kazakstan.   Den ligger i oblystet Aqmola, i den centrala delen av landet, 170 km väster om huvudstaden Astana.